# Anacroneuria flavominuta
Anacroneuria flavominuta är en bäcksländeart som beskrevs av Jewett 1958. Anacroneuria flavominuta ingår i släktet Anacroneuria och familjen jättebäcksländor. Inga underarter finns listade i Catalogue of Life.